# Xanthorhoe capnoessa
Xanthorhoe capnoessa là một loài bướm đêm trong họ Geometridae.